# Rebollar de Navalpotro
El Rebollar es un espacio natural declarado Lugar de Importancia Comunitaria (LIC) que ocupa parte de los términos de Algora, Navalpotro, La Fuensaviñán, Laranueva y Torremocha del Campo, dentro del municipio de Torremocha del Campo, en la provincia de Guadalajara (comunidad autónoma de  Castilla-La Mancha, España).

## Descripción
- Código NATURA 2000.

ES4240012
- Clima - Mediterráneo continentalizado.

- Extensión - 1.059,83 ha.

- Altitud

Mínima - 1.083 metros.
Media - 1.106 metros.
Máxima - 1.136 metros.
- Localización W/E (Greenwich).

Longitud - W 2º 35' 42".
Latitud - N 40º 56' 42".

### Características
Rebollar (Quercus pyrenaica) aislado, en el páramo alcarreño, sobre un afloramiento de arenas albenses de carácter silício, singular frente a la litoligía calcárea dominante en el páramo alcarreño.
Con un relieve llano u ondulado, las vaguadas poseen pastizales que van de los tipos de majadal silicícola y vallicar, hasta los hidromorfos (cervunales). Existen charcas de uso ganadero y agua poco mineralizada.
La importancia de este lugar, en el que tienen marcada predominancia las comunidades silicícolas, se debe a su papel de "isla", en un territorio como la Alcarria, dominado por comunidades basófilas.

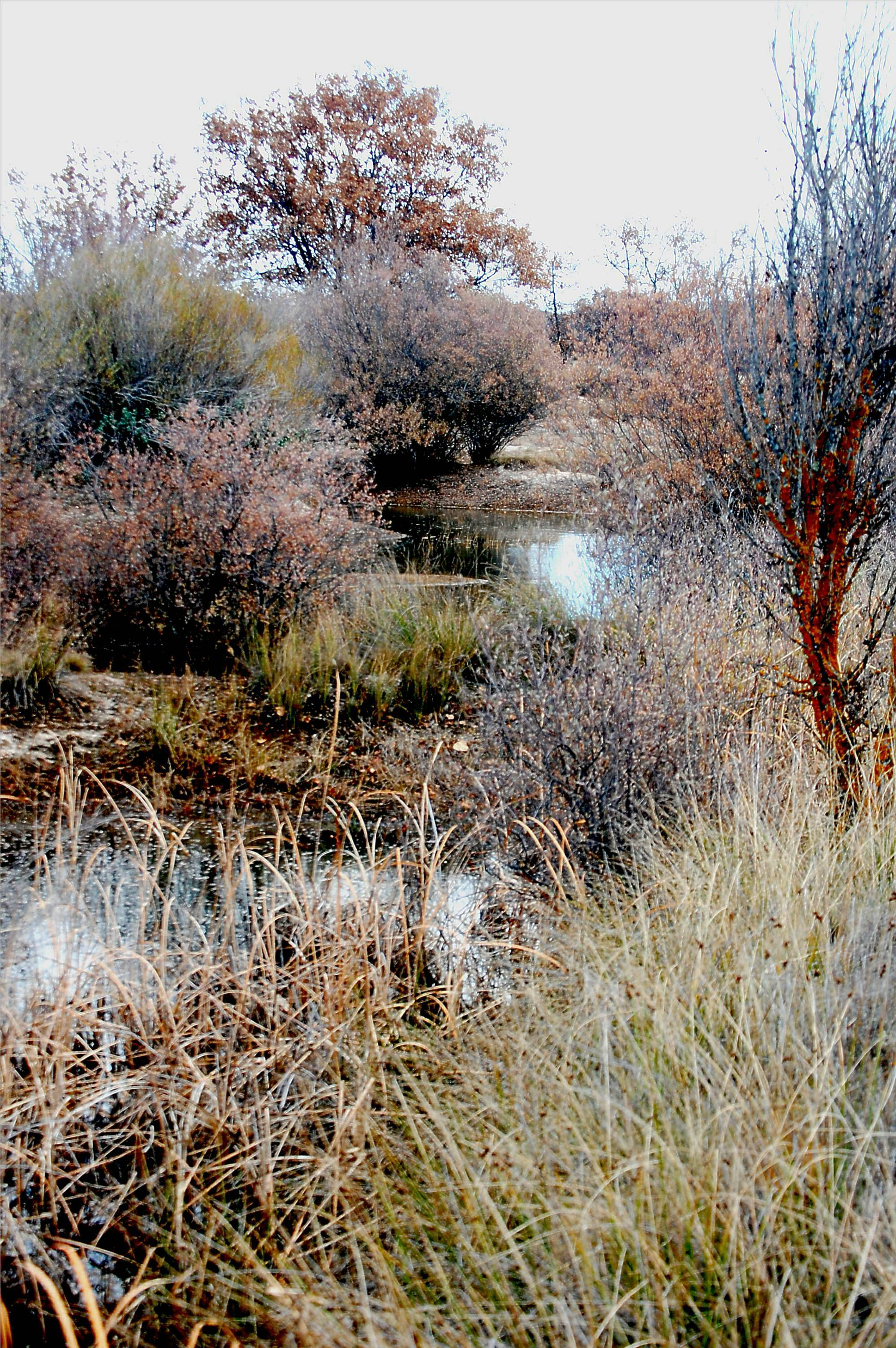
Vista del rebollar y sus lagunas.

#### Flora
El interés, del lugar, radica en el complejo de comunidades que contiene: rebollar, con un 42% de la extensión, jarales, comunidades terofíticas y psammofíticas, cervunales y  comunidades anfibias de charcas silíceas, comunidades acuáticas de Potamogeton natans y comunidades bénticas de caráceas, ocupando un 11%.